# Musée des Augustins d'Hazebrouck
Le musée des Augustins est un musée d'art et d'ethnologie situé à Hazebrouck en France.

## Historique
Le musée s'est installé en 1927 dans l’ancien couvent des Augustins d'Hazebrouck (datant de 1616). C'est un remarquable édifice de style Renaissance flamande tardive en transition avec le baroque. Il est doté d'un pignon à gradins et d'un pignon à volutes typiquement flamands.

## Collections
Il abrite une belle collection de peintures flamandes et françaises ainsi que de très belles pièces d’art sacré en provenance de l'église Saint-Éloi.
Il présente également une importante collection de peintures du XVIIe siècle et XVIIIe siècle des anciens Pays-Bas méridionaux. Une salle d’ethnologie présente la reconstitution d’une cuisine traditionnelle flamande avec ses cuivres, faïences et étain. On peut également y retrouver les Géants du Nord locaux : Tisje Tasje, Toria, Babe Tisje, Zoon Tisje et le plus ancien, Roland d'Hazebrouck.
La bibliothèque du Comité flamand de France se trouve également dans cet ancien couvent.

## Artistes
Jules Bastien-Lepage, Jan Boeckhorst, T. Boejermans, William Bouguereau, Louis Finson, Eugène Isabey, Lucien Jonas Kerstiaen de Keuninck, Émile Lévy, Pieter van Lint, Ménard, Hugues Merle, Émile Renard, Théodore Rousseau,  Jan van de Venne, Cornelis de Vos.